# Litultovice
Litultovice (niem. Leitersdorf) – miasteczko w Czechach, w powiecie Opawa, w kraju morawsko-śląskim. Według danych z dnia 1 stycznia 2012 liczyło 842 mieszkańców.
Miejscowość została po raz pierwszy wzmiankowana w 1317. Była jedną z tzw. morawskich enklaw na Śląsku (oprócz Choltic).
W latach 1979–1990 do Lilultovic należały również obecnie samodzielne gminy: Dolní Životice, Hlavnice, Lhotka u Litultovic i Mladecko.
W miejscowości jest przystanek kolejowy Litultovice.

## Zabytki
- Stary pałac w Litultovicach
- Nowy pałac w Litultovicach
- park[2]
- mauzoleum von Rolsbergów
- kościół

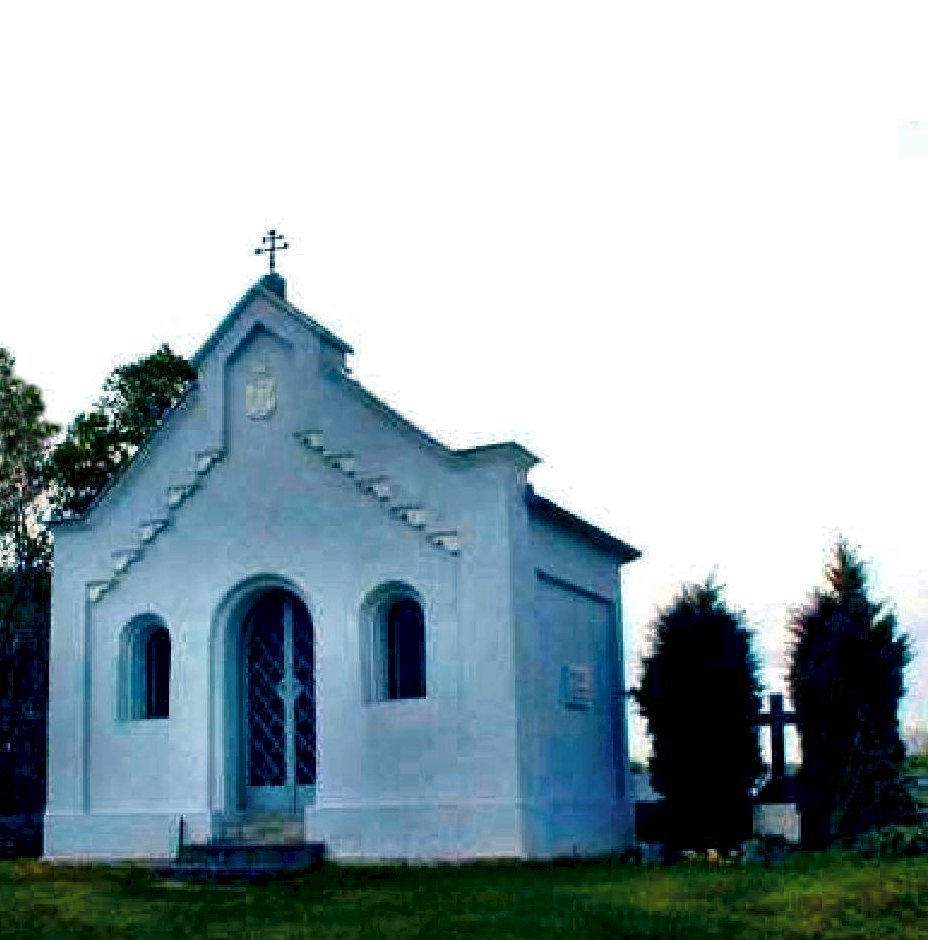
Mauzoleum Rolsbergów z herbem
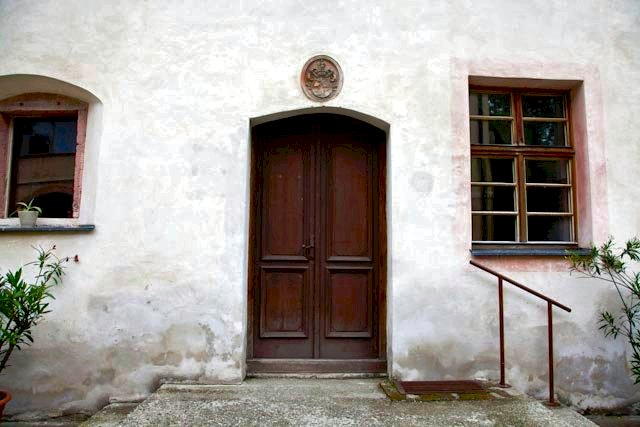
Stary pałac z herbem
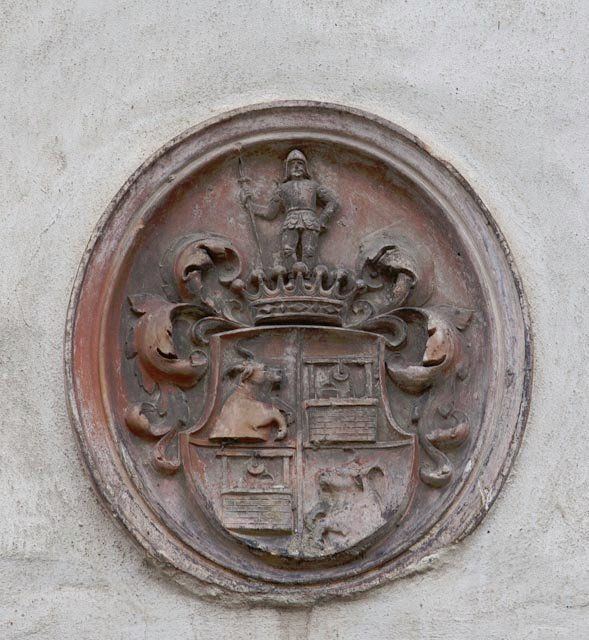
Herb Putz von Rolsberg
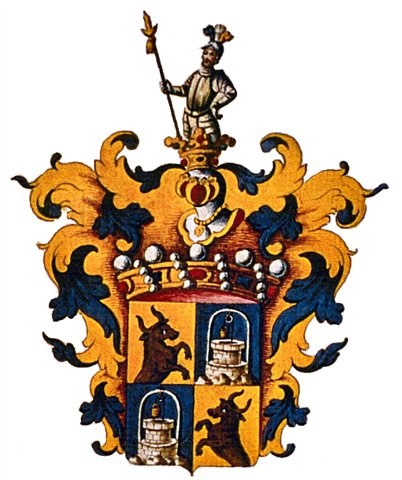
Herb  Putz von Rolsberg